# Solo per passione - Letizia Battaglia fotografa
Solo per passione - Letizia Battaglia fotografa è una miniserie televisiva italiana trasmessa in prima serata su Rai 1 il 22 e il 23 maggio 2022, per il trentesimo anniversario della strage di Capaci. È creata e diretta da Roberto Andò, prodotta da Rai Fiction e Bibi Film TV in collaborazione con Le Pacte e ha come protagonista Isabella Ragonese.

## Trama
Palermo. Letizia Battaglia è una delle più grandi fotografe che all'età di soli sedici anni decide di sposarsi. Successivamente, a causa del marito possessivo, viene accusata di adulterio e ha un crollo nervoso che la porta ad essere ricoverata in psichiatria. Infine, Letizia incontra il fotografo Santi Caleca, che le dà la spinta a lasciare il marito e a trovare la sua strada.

## Puntate
| Puntata | Titolo        | Prima TV       |
| ------- | ------------- | -------------- |
| 1       | Prima parte   | 22 maggio 2022 |
| 2       | Seconda parte | 23 maggio 2022 |

### Prima parte
Palermo. Durante il dopoguerra, Letizia Battaglia, una ragazza di sedici anni, decide di sposarsi. Dopo il matrimonio, Letizia diventa madre di tre figlie, mentre la famiglia non le consente di proseguire gli studi, in quanto le sue azioni sono vissute come una minaccia dal marito. Successivamente, il marito possessivo denuncia Letizia di adulterio e subito dopo ha un crollo nervoso, tanto che la porta ad essere ricoverata nel reparto di psichiatria di una clinica svizzera. Una volta uscita dalla clinica, Letizia incontra il fotografo Santi Caleca, che le dà la spinta a lasciare il tetto coniugale assieme alle tre figlie e a cercare la sua strada. Letizia viene messa in prova come cronista da Vittorio Nisticò, il direttore del giornale L'Ora.
- Ascolti: telespettatori 2 989 000 – share 17,80%[7].

### Seconda parte
Letizia e Santi tornano da Milano per dirigere il servizio del giornale di Palermo L'Ora, diretto da Vittorio Nisticò. Successivamente, Letizia fa i conti con la cronaca nera di una Palermo molto violenta e poi si scontra con il maschilismo, mentre il marito non smette di tormentarla. Sul lavoro, Letizia dimostra un talento e un intuito senza precedenti e a niente serviranno i tentativi di farla tacere. Nel frattempo, la mafia inizia una sanguinosa guerra contro gli uomini delle istituzioni. Letizia documenta i delitti più feroci grazie alle sue fotografie che arrivano come un pugno allo stomaco e che si spingono laddove nessuno aveva mai osato arrivare. Tra la perdita di amici preziosi, le minacce subite e il consiglio di tacere, Letizia non ha mai abbassato la testa.
- Ascolti: telespettatori 3 285 000 – share 18,30%[8].

## Personaggi e interpreti
- Letizia Battaglia, interpretata da Isabella Ragonese e da sé stessa.
- Franco Stagnitta, interpretato da Paolo Briguglia.
- Marilù, interpretata da Roberta Caronia.
- Santi Caleca, interpretato da Enrico Inserra.
- Franco Zecchin, interpretato da Federico Brugnone.
- Vittorio Nisticò, interpretato da Fausto Russo Alesi.
- Letizia Battaglia da giovane, interpretata da Eleonora De Luca.
- Ciccio, interpretato da Emmanuele Aita.
- Padre di Letizia Battaglia, interpretato da David Coco.
- Madre di Letizia Battaglia, interpretata da Aglaia Mora.
- Enza, interpretata da Simona Malato.
- Pier Paolo Pasolini, interpretato da Lino Musella.
- Francesco Corrao, interpretato da Roberto De Francesco.
- Giovanni Falcone, interpretato da Peppino Mazzotta.
- Boris Giuliano, interpretato da Sergio Vespertino.
- Alberto, interpretato da Vladimir Randazzo.
- Leonardo Sciascia, interpretato da Filippo Luna.
- Renato Guttuso, interpretato da Marco Gambino.
- Giuliana Saladino, interpretata da Anna Bonaiuto.

## Produzione
La miniserie è prodotta da Rai Fiction e Bibi Film TV in collaborazione con Le Pacte.

### Riprese
Le riprese della miniserie si sono svolte nel mese di ottobre 2021. È stata girata in Sicilia (in particolare a Palermo e a Mondello), mentre altre scene sono state girate anche a Roma (in particolare al Foro Italico, in Piazza Marina e presso il Corso Vittorio Emanuele II).